# Кос (река)
Кос је река у Јужном Судану у вилајету Источна Екваторија. Извире на планинском венцу Иматонг, између Донготоне и Ачолија, примајући већину потока са тих побрђа. Главна притока јој Шилок са леве стране. У овој области традиционално живи народ Ланго. Дужина тока је око 150 km правцем југ-север. Река Кос нестаје у поплављеном тлу мочваре Бадигеру.